# Каравелла, Саманта
Саманта Каравелла (алб. Samanta Karavella, род. 9 июля 1990 г. в г. Тирана, Албания), также известна под мононимом Саманта  (алб. Samanta) — албанская певица и автор песен.

## Жизнь и карьера

### 1990—2012: Ранняя жизнь и начало карьеры
Саманта Каравелла родилась 9 июля 1990 года в албанской семье в городе Тирана, входившем тогда в состав Народной Республики Албания. Проявляя интерес к музыке с самого раннего возраста, Каравелла начала посвящать себя музыке, когда ей было 13 лет, когда она прошла прослушивание в албанском шоу талантов Ethet e së premtes mbrëma. В возрасте 16 лет у нее была эпизодическая роль в фильме Gjoleka. Она продолжила свою раннюю карьеру, несколько раз участвуя в различных музыкальных мероприятиях, в том числе на Festivali i Këngës и Kënga Magjike. В декабре 2011 года Каравелла попыталась представить Албанию на конкурсе песни "Евровидение-2012", после её участия в Festivali i Këngës 50 с песней "Zgjomë një tjetër'ndërr" ("Разбуди ещё одного"), в котором она заняла четвёртое место.

### 2013—настоящее время:Mamaи постоянный успех
В 2013 году Каравелла стала победительницей 10-го выпуска Top Fest с песней "Loti i fundit" ("Последняя партия"). Начиная с выхода "Ti s'e din se" ("Ты не знаешь, что") в июле 2014 года, он получил номинацию на гала-концерте Netët e Klipit Shqiptar 2015 в Улцине, Черногория. В декабре 2017 года она успешно вернулась на Kënga Magjike для его 19-го выпуска с песней "Humbur" ("Потерянный"). Заняв четвёртое место, Каравелла также получила награду за лучшую балладу на конкурсе. В январе 2019 года она выпустила "Vonë" ("Поздно"), совместную работу с косовско-албанским музыкантом Элинел, которая включила в свое звучание элементы R&B и хип-хопа. В течение 2020 года "Pse" и "NKN" с участием косовско-албанской певицы достигли 19-го и 34-го мест в ее родной стране соответственно. Выпущенный в мае 2021 года последующий сингл Каравеллы "Emnin tem" ("Название имеет
") достиг седьмого места в Албании. Начиная с выпуска "Mala" в июле, официальный ремикс сингла "Mala (naBBoo RMX)" получил распространение в Содружестве Независимых Государств (СНГ) и был лицензирован российской дочерней компанией Warner Music в декабре 2021 года.
Дебютный студийный альбом Каравеллы Mama в настоящее время находится в стадии разработки. Выпущенный в качестве ведущего сингла, "Mama" достиг своего пика на 19-й строчке в чарте native top 100 в ноябре 2021 года, а месяц спустя за ним последовал второй сингл альбома, "Jeta ime" ("Моя жизнь").
В 2023 году она была выбрана для участия в Festivali i Këngës 62 с песней "N'Majë" ("Кверху"). Однако позже она снялась с конкурса.

## Артистизм
Музыкальный стиль Каравеллы часто рассматривается как электрический с различными другими стилями музыкальных влияний, такими как этнический поп и R&B.

## Дискография

### Альбомы
- Mama

### Синглы
| "Buzëqeshje"                                                                              | 2004 | н/д | Non-album singles |
| "Ylli im polar"                                                                           | 2006 | н/д | Non-album singles |
| "Të dua"                                                                                  | 2007 | н/д | Non-album singles |
| "Iluzion"                                                                                 | 2007 | н/д | Non-album singles |
| "Pse u harrua dashuria"                                                                   | 2007 | н/д | Non-album singles |
| "S'të mbaj dot peng"                                                                      | 2008 | н/д | Non-album singles |
| "Po më prite" (с Vedat Ademi)                                                             | 2008 | н/д | Non-album singles |
| "Shumë Happy" (featuring Roy)                                                             | 2009 | н/д | Non-album singles |
| "Pa përse"                                                                                | 2009 | н/д | Non-album singles |
| "Femër fatale"                                                                            | 2010 | н/д | Non-album singles |
| "Le të jetë"                                                                              | 2010 | н/д | Non-album singles |
| "Start" (с Big Basta и Lyrical Son)                                                       | 2011 | н/д | Non-album singles |
| "Provoje edhe një here"                                                                   | 2011 | н/д | Non-album singles |
| "Larg"                                                                                    | 2012 | н/д | Non-album singles |
| "Loti i fundit"                                                                           | 2013 | н/д | Non-album singles |
| "All I Need" (с Erion)                                                                    | 2013 | н/д | Non-album singles |
| "Pafundësi" (с Ddy Nunes)                                                                 | 2013 | н/д | Non-album singles |
| "Më jeto" (с Kledi Bahiti)                                                                | 2014 | н/д | Non-album singles |
| "Ti s'e din se" (с Onat)                                                                  | 2014 | н/д | Non-album singles |
| "Ss" (featuring Skivi)                                                                    | 2015 | н/д | Non-album singles |
| "Asnjo si un"                                                                             | 2015 | 7   | Non-album singles |
| "Na e dina" (featuring Gent Fatali)                                                       | 2016 | 3   | Non-album singles |
| "Si ai"                                                                                   | 2016 | 5   | Non-album singles |
| "Bashk'" (featuring 2Ton)                                                                 | 2017 | 2   | Non-album singles |
| "Zemrën maje"                                                                             | 2017 | 1   | Non-album singles |
| "Humbur"                                                                                  | 2017 | —   | Non-album singles |
| "Kush jam"                                                                                | 2018 | 10  | Non-album singles |
| "E jotja"                                                                                 | 2018 | 55  | Non-album singles |
| "Vonë" (featuring Elinel)                                                                 | 2019 | 42  | Non-album singles |
| "Ku ma le"                                                                                | 2019 | 28  | Non-album singles |
| "Golosa"                                                                                  | 2019 | —   | Non-album singles |
| "Pse"                                                                                     | 2020 | 19  | Non-album singles |
| "NKN" (with Skerdi)                                                                       | 2020 | 34  | Non-album singles |
| "Emnin tem"                                                                               | 2021 | 7   | Non-album singles |
| "Mala"                                                                                    | 2021 | 24  | Non-album singles |
| "Cha Cha Cha"                                                                             | 2021 | 24  | Non-album singles |
| "Mala (naBBoo RMX)"                                                                       | 2021 | 29  | Non-album singles |
| "Mama"                                                                                    | 2021 | 19  | Mama              |
| "Jeta ime"                                                                                | 2021 | 68  | Mama              |
| "Vaj"                                                                                     | 2022 | 10  | Mama              |
| "—" обозначает запись, которая не попала в чарты или не была выпущена на этой территории. |      |     |                   |

## Внешние ссылки
- Samanta Karavella (англ.) на сайте Internet Movie Database
- Samanta Karavella на сайте Discogs